# 类帚黄耆
类帚黄耆（学名：Astragalus pseudoscoparius）为豆科黄耆属下的一个种。

## 扩展阅读
- 維基物種上的相關：类帚黄耆